# مايك كوربيت
مايك كوربيت هو لاعب هوكي الجليد كندي، ولد في 4 أكتوبر 1942 في تورونتو في كندا، وتوفي في 9 يناير 2003 بسبب سرطان.

## وصلات خارجية
- مايك كوربيت على موقع دوري الهوكي الوطني (الإنجليزية)
- مايك كوربيت على موقع EliteProspects.com (الإنجليزية)
- مايك كوربيت على موقع HockeyDB.com (الإنجليزية)